# Bračno putovanje
Bračno putovanje ili medeni mjesec kako se još naziva je tradicionalno vrijeme kada mladenci putuju sami i slave svoje vjenčanje i veliki životni prijelaz u intimi, romantici i privatnosti. Danas je bračno putovanje povezuje s egzotičnim mjestima, romantičnim zalascima sunca, intimom, luksuznim hotelima i svime ostalim što vas može razmaziti i učiniti Vaš odmor ljepšim i opuštenijim.
Jedno rano upućivanje na medeni mjesec je u Ponovljenom zakonu 24:5 "Kada je muškarac nedavno oženjen, on ne treba ići na vojne ekspedicije, niti će se bilo koja javna dužnost njemu nametnuti. On će biti oslobođen na jednu godinu za dobro svoje obitelji, i donijeti radost supruzi u braku."
U zapadnoj kulturi, običaj da mladenci idu na odmor zajedno je nastao početkom 19. stoljeća u Velikoj Britaniji, koncept posuđen iz indijskog elita, iz Indijskog potkontinenta. Parovi bi u "svadbenu turneju", ponekad u pratnji prijatelja ili obitelji, krenuli u posjet rodbini koja nije u mogućnosti da prisustvuju vjenčanju. Praksa se uskoro proširila na europski kontinent, a bio je poznat kao voyage ŕ la façon croate (stil putovanja) u Francuskoj od 1820-ih on.
Bračno putovanje u modernom smislu (tj. čisto odmor putovanje koje provodi bračni par) postalo je široko rasprostranjeno u Belle époque, kao jedan od prvih primjera modernog masovnog turizma. Najpopularnija odredišta za bračno putovanje bila je francuska rivijera i Italija, a posebno turistička mjesta i romantični gradovi kao što su Rim, Verona ili Venecija. Tipično bračno putovanje bi počelo u noći nakon vjenčanja. Međutim, u 21. stoljeću, mnogi parovi ne ostavljaju uzvanike i goste već putuju dok jedan do tri dana nakon svečanosti i prijema.